# Сопот (Коњиц)
Сопот је насељено место у општини Коњиц, Херцеговачко-неретвански кантон, Федерација Босне и Херцеговине, БиХ. Налази се у долине реке Неретвице
По последњем службеном попису становништва из 1991. године, насеље Сопот је имало 40 становника. Становници су претежно били Муслимани.
| Националност | Број | %  |
| ------------ | ---- | -- |
| Муслимани    | 34   | 85 |
| Хрвати       | 6    | 15 |

:Муслимани се данас углавном изјашњавају као Бошњаци.